# Sol de España
El Sol de España fue un periódico español publicado en la provincia de Málaga entre 1967 y 1982.

## Historia
El diario fue fundado en 1967, con sede en Marbella. Fue heredero del diario España de Tánger, que desaparecería unos años más tarde. Supuso el primer diario «independiente» que aparecía en Málaga desde el establecimiento de Sur y La Tarde, ambos de la Prensa del Movimiento, que desde su creación eran los únicos diarios editados en toda la provincia de Málaga. Sin embargo, esta independencia informativa le supuso tener que enfrentarse con la censura franquista y hacer frente a alguna que otra sanción. Posteriormente trasladó su redacción desde Marbella a Málaga capital. Durante el tardofranquismo el diario tuvo una etapa dorada tras un cambio en la línea editorial, llegando a alcanzar en esta época una tirada diaria de 18.000 ejemplares. Llegó incluso a hacerle sombra al hegemónico Sur. Sin embargo, los problemas económicos son una constante en sus últimos años de vida y ello acabará repercutiendo. El diario cesó de existir en 1982.